# Stochastisches Tunneln
Stochastisches Tunneln (STUN) ist eine Methode zur globalen Optimierung, in der die zu minimierende Funktion mit der Monte-Carlo-Methode abgetastet wird.

## Prinzip

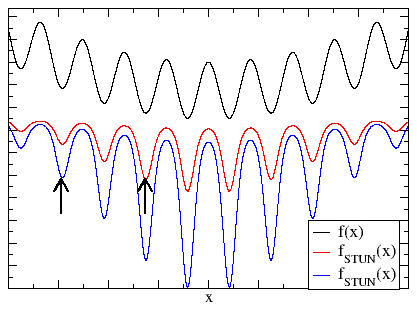
Schematische eindimensionale Testfunktion (Schwarz) und effektives STUN-Potential (Rot und Blau), wobei das mit Pfeilen markierte Minimum das beste bisher gefundene Minimum darstellt. Alle Potentialtöpfe, die über dem besten gefundenen Minimum liegen, sind unterdrückt. Wenn der dynamische Prozess dem Potentialtopf um das aktuelle Minimum entkommen kann, wird er nicht von anderen, höheren lokalen Minima aufgefangen. Potentialtöpfe mit niedrigeren Minima sind verstärkt, was den dynamischen Prozess beschleunigt.

Optimierungsalgorithmen, die auf der Monte-Carlo-Methode beruhen, tasten die untersuchte Funktion ab, indem sie zufällig von der aktuellen Lösung zu einer anderen Lösung springen, wobei die Funktionswerte sich um {\displaystyle \Delta E} unterscheiden. Als Wahrscheinlichkeit für solch einen Versuchssprung wird meist das als {\displaystyle \min \left(1;\exp \left(-\beta \cdot \Delta E\right)\right)} definierte Metropolis-Kriterium gewählt, wobei der Parameter {\displaystyle \beta } passend gewählt wird.
Das Prinzip von STUN ist, die langsame Dynamik von ungünstig geformten Energiefunktionen, die zum Beispiel in Spingläsern angetroffen werden, zu umgehen, indem solche Barrieren durchtunnelt werden. Dieses Ziel wird durch die Monte-Carlo-Abtastung der transformierten Funktion erreicht, die dieser langsame Dynamik nicht unterliegt. Die Transformation ist in der "Standardform" definiert durch {\displaystyle f_{STUN}:=1-\exp \left(-\gamma \cdot \left(f(x)-f_{o}\right)\right)}, wobei {\displaystyle f_{o}}
der bislang niedrigste gefundene Funktionswert ist. Diese Transformation bewahrt die geometrischen Orte der Minima. Der Effekt solch einer Transformation ist in der Abbildung dargestellt.
Eine adaptive Variante des Verfahrens gestattet es, die Parameter des Verfahrens selber "online" zu schätzen und dadurch die Effizienz des Algorithmus zu verbessern.

## Andere Ansätze
- Simulierte Abkühlung
- Parallel tempering
- Evolutionärer Algorithmus
- Differential evolution